# Episodi di Happy Days (quinta stagione)
La quinta stagione della serie tv Happy Days è stata trasmessa negli Stati Uniti dal 13 settembre 1977 al 30 maggio 1978. In Italia questa stagione è stata trasmessa in prima visione su Rai 1 a partire dal 21 gennaio 1980. Nella prima trasmissione italiana, non è stato seguito l'ordine cronologico originale degli episodi.
| nº | Titolo originale                                                        | Titolo italiano                              | Prima TV USA      | Prima TV Italia  |
| -- | ----------------------------------------------------------------------- | -------------------------------------------- | ----------------- | ---------------- |
| 1  | Hollywood - Part 1 2 e 3                                                | Fonzie, un nuovo James Dean? (1 2 e 3 parte) | 13 settembre 1977 | -                |
| 2  | Hollywood - Part 1 2 e 3                                                | Fonzie, un nuovo James Dean? (1 2 e 3 parte) | 13 settembre 1977 |                  |
| 3  | Hollywood - Part 1 2 e 3                                                | Fonzie, un nuovo James Dean? (1 2 e 3 parte) | 20 settembre 1977 | -                |
| 4  | Hard Cover                                                              | Due in camicia                               | 27 settembre 1977 | -                |
| 5  | My Cousin, the Cheat                                                    | Un cugino imbroglione                        | 4 ottobre 1977    | -                |
| 6  | Fonsillectomy                                                           | Fonziellectomia                              | 25 ottobre 1977   | -                |
| 7  | The Apartment                                                           | Un appartamento per i ragazzi                | 1º novembre 1977  | -                |
| 8  | Fonzie and Leather Tuscadero - (Fonzie: Rock Entrepreneur - Part 1 e 2) | Joanie, torna indietro (1 e 2 parte)         | 8 novembre 1977   | -                |
| 9  | Fonzie and Leather Tuscadero - (Fonzie: Rock Entrepreneur - Part 1 e 2) | Joanie, torna indietro (1 e 2 parte)         | 15 novembre 1977  | -                |
| 10 | My Fair Fonzie                                                          | Fonzie nell'alta società                     | 22 novembre 1977  | -                |
| 11 | Bye Bye Blackball                                                       | Quando si sbagliano le ragazze               | 29 novembre 1977  | -                |
| 12 | Requiem for a Malph                                                     | Incontro di pugilato                         | 6 dicembre 1977   | 21 gennaio 1980  |
| 13 | Nose for News                                                           | Giornalista spericolato                      | 13 dicembre 1977  | -                |
| 14 | Grandpa's Visit                                                         | Arriva nonno Cunningham                      | 3 gennaio 1978    | 23 gennaio 1980  |
| 15 | Potsie Gets Pinned                                                      | Quando qualcuno non sa nuotare               | 10 gennaio 1978   | 24 gennaio 1980  |
| 16 | Joanie's First Kiss                                                     | Il primo bacio di Joanie                     | 17 gennaio 1978   | 22 gennaio 1980  |
| 17 | Marion's Misgivings                                                     | Crisi in casa Cunningham                     | 24 gennaio 1978   | 25 gennaio 1980  |
| 18 | Richie Almost Dies                                                      | Un incidente con la moto                     | 31 gennaio 1978   | 26 gennaio 1980  |
| 19 | Spunkless Spunky                                                        | Ospedale per cani di lusso                   | 7 febbraio 1978   | 29 gennaio 1980  |
| 20 | Be My Valentine                                                         | Il giorno dei fidanzati                      | 14 febbraio 1978  | 1º febbraio 1980 |
| 21 | Our Gang                                                                | Le leggi del gruppo                          | 21 febbraio 1978  | 30 gennaio 1980  |
| 22 | My Favorite Orkan                                                       | Fantascienza anche per Fonzie                | 28 febbraio 1978  | 31 gennaio 1980  |
| 23 | Fourth Anniversary Special                                              | Un tuffo nel passato                         | 23 marzo 1978     | 14 novembre 1981 |
| 24 | Do You Want to Dance?                                                   | Chi viene a ballare                          | 9 maggio 1978     | 2 febbraio 1980  |
| 25 | Second Wind                                                             | Cena per due                                 | 16 maggio 1978    | 5 febbraio 1980  |
| 26 | Rules to Date By                                                        | Lori...crocerossina sbagliata                | 23 maggio 1978    | 28 gennaio 1980  |
| 27 | Fonzie for the Defense                                                  | Fonzie detective                             | 30 maggio 1978    | 4 febbraio 1980  |

## Fonzie, un nuovo James Dean?
- Titolo originale: Hollywood - Part 1 (a.k.a. Hollywood - Parts 1 & 2), Hollywood - Part 2 (a.k.a. Hollywood - Parts 3)
- Diretto da: Jerry Paris
- Scritto da: Roger Garrett, Joe Glauberg

### Trama
Due talent-scout di Hollywood sono rimasti a piedi con l'auto e da Arnold's chiedono del meccanico. Quando vedono Fonzie in azione, gli vogliono fare un provino a Hollywood, così Fonzie parte portandosi Potsie, Ralph e tutta la famiglia Cunningham, mentre lascia al cugino Chachi il suo appartamento. In spiaggia, Fonzie e Richie trovano due ragazze mentre Ralph prova a far surf rompendo la tavola da stiro di sua madre. Ma l'antipatico Harold Kroft detto "California Kid" insulta Fonzie e Richie chiamandoli campagnoli.
Nella seconda parte, Fonzie, spalleggiato da Richie, fa il provino per diventare il nuovo James Dean, ma dopo l'entusiasmo iniziale, pare che i produttori preferiscano il viso acqua e sapone di Richie. Così per fare la gara di sci d'acqua contro California Kid, Fonzie come autista vuole Ralph, ma Ralph trascina col motoscafo la torretta di un bagnino, così riprende Richie. La gara finisce in parità, quindi California Kid chiede di saltare un pescecane rinchiuso in un recinto al largo.
Nella terza parte è il momento della sfida per saltare il pescecane, ma mentre California Kid rinuncia al momento di saltare, Fonzie, che avrebbe vinto, vuole saltare lo stesso e ci riuscirà. Richie rinuncerà al contratto di cinque anni a 200 dollari alla settimana.
- Altri interpreti: James Daughton (California Kid / Harold Croft), Talia Balsam (Nancy), James Van Patten (Sandy), Laurette Spang (Wendy), George Pentecost (Duvall), Warren Berlinger (regista), Vicki Terri (Jenny), David Agress (George), Lorne Greene (sé stesso)
- Note: Nella sigla iniziale cambia qualche immagine, ma soprattutto cambiano tutte le immagini della carrellata dei protagonisti, questa è la quarta versione.

Nella terza parte, il famoso salto dello squalo.
Esordisce nella prima parte Scott Baio (Chachi).
Chachi, nella terza parte, esclama per la prima volta: "Waa, waa, waa, waa!", che diventa il suo simbolico modo di dire.

## Due in camicia
- Titolo originale: Hard Cover
- Diretto da: Jerry Paris
- Scritto da: Brian Levant

### Trama
Richie si lamenta perché all'università non trova ragazze, così Fonzie lo porta in biblioteca dove trova Lori Beth (una vecchia conoscenza), così i due vanno nella camera di lei. Ma Richie si distrae e rimane oltre l'orario delle 22, rischiando con Lori Beth l'espulsione. Dopo poco arriva Christy, la compagna di stanza, con Fonzie, così lui e Richie devono mettersi in camicia da notte per sfuggire alla sorvegliante "mamma Dunbar", ma l'arrivo di Potsie e Ralph dalla finestra, per rubare intimo femminile, complica le cose.
- Altri interpreti: Lynda Goodfriend (Lori Beth Allen), Marcia Lewis (mamma Dunbar), Teris Wyss (Christy Riggerheimer), Susan Cotton (bibliotecaria)
- Note: Questo episodio presenta Lynda Goodfriend come Lori Beth Allen, la fidanzata di Richie e futura moglie. La Goodfriend era già apparsa in un episodio precedente come personaggio diverso, Kim, per coincidenza anche ragazza di Richie.

## Un cugino imbroglione
- Titolo originale: My Cousin, the Cheat
- Diretto da: Jerry Paris
- Scritto da: Walter Kempley

### Trama
Chachi lascia la scuola con disappunto di Fonzie e della famiglia Cunningham. Poi prova a tornare perché Joanie gli dà una mano negli studi, ma ha rubato le domande del compito in classe così viene sospeso due settimane. Richie prova a mettere le cose a posto tra lui e Fonzie.
- Altro interprete: Charles Hallahan (agente Truant)
- Note: Chachi viene per la prima volta chiamato col suo nome, Charles.

## Fonziellectomia
- Titolo originale: Fonsillectomy
- Diretto da: Jerry Paris
- Scritto da: Marty Nadler

### Trama
Un riluttante, e silenzioso per colpa della tonsillite, Fonzie deve passare la festa di Ognissanti in ospedale in attesa dell'operazione alle tonsille. Finito nella stanza con i bambini, per un attimo fuggono dai Cunningham che li riportano in ospedale. Saprà far divertire i bambini. Intanto i Cunningham si preparano con ottimi costumi teatrali.
- Altri interpreti: Al Molinaro (Alfred), Scott Baio (Chachi Arcola), Donna Ponterotto (infermiera), Len Lawson (dottor Stack), Amy Baer (bambina del "dolcetto o scherzetto"), Ellen Kreamer (Candy Striper, bambina all'ospedale), Gregg Forrest (Russell, bambino all'ospedale), Kathleen Marshall (Allison, bambina all'ospedale)
- Note: La festa di Halloween a quei tempi non era molto conosciuta in Italia, quindi è stata chiamata festa di Ognissanti per l'ovvia ricorrenza del giorno dopo.

Fonzie, nel sesto episodio della seconda stagione (Credi ai fantasmi?), afferma di aver rimosso le tonsille quand'era bambino.
Amy Baer, che interpreta la bambina del "dolcetto o scherzetto", è Amy Bosley, la figlia di Tom Bosley.

## Un appartamento per i ragazzi
- Titolo originale: The Apartament
- Diretto da: Jerry Paris
- Scritto da: Dixie Brown Grossman

### Trama
Richie, Potsie e Ralph decidono di andare a vivere da soli e prendono in affitto da Chachi, un appartamento non proprio di lusso di proprietà di sua madre. Ma la convivenza tra i tre, soprattutto tra Potsie e Ralph, diventa molto difficile per le piccole manie di ognuno.
- Altri interpreti: Al Molinaro (Alfred), Scott Baio (Chachi Arcola), Kathy McCullen (Crash Brannigan), Ogden Talbot (Bum)
- Note: Questo appartamento rimarrà la casa di Potsie e Ralph fino a quando rimarranno nella serie.

## Joanie, torna indietro
- Titolo originale: Fonzie and Leather Tuscadero (Fonzie: Rock Entrepreneur)
- Diretto da: Jerry Paris
- Scritto da: Bob Brunner

### Trama
Leather Tuscadero, sorella di Pinky, cerca un ingaggio da Arnold's come musicista insieme con le sue Suedes. Ma l'agente Kirk minaccia di far chiudere il locale se ingaggia un'ex-ladra come lei. Inoltre Fonzie non si fida perché, oltre che a essere la sorella della sua ex, lei gli ha rubato portafogli e pettine.
Nella seconda parte, "Leather and the Suedes" partono per San Francisco. Joanie, che cantava con il gruppo, vuole partire con loro, nonostante il parere contrario dei suoi. Allora scappa di casa per unirsi a loro.
- Altri interpreti: Al Molinaro (Alfred), Scott Baio (Chachi Arcola), Suzi Quatro (Leather Tuscadero), Ed Peck (agente Kirk), Donna Fein (Bertie), Kathy Hilton (Gertie), Hillary Horan (Daphne)

## Fonzie nell'alta società
- Titolo originale: My Fair Fonzie
- Diretto da: Jerry Paris
- Scritto da: Warren S. Murray

### Trama
Fonzie cerca di uscire con Cinthya, un'amica snob di Lori Beth, che subito lo rifiuta. Ma poi, grazie all'antipatico cugino snob, lo inviterà a una festa dell'alta società, ma solo per ridere di lui. Alfred sente tutto e lo riferisce a Richie che cerca di convincere Fonzie a non andare alla festa. Ma Fonzie ci andrà lo stesso resistendo alle punzecchiature di Cinthya e suo cugino. Ma quando il cugino se la prende con la cameriera Juanita perché ride, Fonzie s'infuria e gli rovescia l'aragosta addosso poi se ne va. Richie completa l'opera rovesciandogli la crema di latte e poi se ne va anche lui.
- Altri interpreti: Al Molinaro (Alfred "Al" Delvecchio), Scott Baio (Chachi Arcola), Lynda Goodfriend (Lori Beth Allen), Morgan Fairchild (Cynthia Holmes), Sam Freed (Millard), Gloria Torres (Juanita), Henry Charles (Maitre D')

## Quando si sbagliano le ragazze
- Titolo originale: Bye Bye Blackball
- Diretto da: Jerry Paris
- Scritto da: Barry Rubinowitz

### Trama
Richie, Potsie e Ralph cercano di entrare nella società universitaria "P.K.N.", come vogliono le amiche Claudia e Darlene, perché è considerata la migliore, sostenendo prove come portare lettere in bocca simulando aeroplani o imitando anatre. Richie viene accettato, ma Potsie e Ralph no. Così Richie dovrà scegliere tra loro e i suoi nuovi "amici".
- Altri interpreti: Al Molinaro (Alfred "Al" Delvecchio), Scott Baio (Chachi Arcola), Robert Burke (Tom McKenna), Alan Wedner (Brad Donnelly), Judy Landers (ragazza con la scritta "boom boom"), Nora Eckstein (Claudia), Lillian Laserson (Darlene)

## Incontro di pugilato
- Titolo originale: Requiem for a Malph
- Diretto da: Jerry Paris
- Scritto da: Steve Zacharias

### Trama
Ralph si mette con Kitty, la ragazza di Rebel, il campione di football americano della scuola. Rebel promette di fargliela pagare in un incontro di pugilato che Ralph dovrà accettare.
- Altri interpreti: Al Molinaro (Alfred "Al" Delvecchio), Audrey Landers (Kitty), Reb Brown (Rebel E. Lee)

## Giornalista spericolato
- Titolo originale: Nose for News
- Diretto da: Jerry Paris
- Scritto da: Walter Kempley

### Trama
Il professor Garrity rifila uno scarso a Richie per un pezzo giornalistico su un semaforo non funzionante scritto bene, ma senza cattiveria, mordente. Quindi Richie per rimediare al brutto voto, dovrà trovare qualcos'altro e con più convinzione. Ci riuscirà coi problemi di spazzatura che suo padre ha al negozio.
- Altri interpreti: Al Molinaro (Alfred "Al" Delvecchio), Scott Baio (Chachi Arcola), Herny Beckman (prof. Garrity), Lynda Goodfriend (Lori Beth Allen), Tita Bell (Harriet), Laura Fromer (Millie), H.B. Haggerty (Bruno)

## Arriva nonno Cunningham
- Titolo originale: Grandpa's Visit
- Diretto da: Jerry Paris
- Scritto da: George F. Slavin

### Trama
Sean Cunningham, padre di Howard e nonno di Richie e Joanie, arriva per festeggiare la pensione che non vuole. Lui si sente ancora in forma, sia fisicamente sia mentalmente. Così dopo aver provato in officina da Fonzie e la guardia al Campus universitario, con altri ultrasessantenni dell'ospizio, mette su un'orchestrina jazz facendo divertire il locale Arnold's.
- Altri interpreti: Al Molinaro (Alfred "Al" Delvecchio), Scott Baio (Chachi Arcola), Danny Thomas (nonno Sean Cunningham)

## Quando qualcuno non sa nuotare
- Titolo originale: Potsie Gets Pinned
- Diretto da: Jerry Paris
- Scritto da: Fred Fox, Jr.

### Trama
Lori Beth, per beneficenza, bacia i ragazzi da Arnold's, ma questo indispettisce Richie col quale litiga, intanto viene sostituita da Jennifer di cui Potsie s'innamora. I due si fidanzano, ma lui ha paura della cerimonia di fidanzamento perché lo butteranno in acqua e lui non sa nuotare, quindi o la lascia o chiede aiuto a Fonzie.
- Altri interpreti: Al Molinaro (Alfred "Al" Delvecchio), Lynda Goodfriend (Lori Beth Allen), Lorrie Mahaffey (Jennifer Jerome), Carol Ann Williams (Louise)
- Note: Questo episodio segna la prima apparizione della costante fidanzata di Potsie, Jennifer Jerome, interpretata proprio dalla futura moglie di Anson Williams, Lorrie Mahaffey.

## Il primo bacio di Joanie
- Titolo originale: Joanie's First Kiss
- Diretto da: Jerry Paris
- Scritto da: Barbara O'Keefe

### Trama
Joanie esce con un ragazzo (David) per la prima volta e nonostante le preoccupazioni di Howard e Marion, va alla festa hawaiana di Potsie e Ralph. Ma Richie non la vuole tra i piedi, così torna a casa e mentre i suoi vanno a dormire, David la bacia.
- Altri interpreti: Al Molinaro (Alfred "Al" Delvecchio), Scott Baio (Chachi Arcola), Tim Dial (David), Lynda Goodfriend (Lori Beth Allen), Shirley Kirkes (Blossom), Terry Porter (Wendy), Cynthia Windham (giovane studentessa)

## Crisi in casa Cunningham
- Titolo originale: Marion's Misgivings
- Diretto da: Jerry Paris
- Scritto da: Fred Maio

### Trama
Dopo una cena con amici, Marion si convince erroneamente che suo marito Howard, in un futuro prossimo, potrebbe lasciarla per una donna più giovane, proprio come un amico della cena.
- Altri interpreti: Al Molinaro (Alfred "Al" Delvecchio), Scott Baio (Chachi Arcola), Suzi Quatro (Leather Tuscadero), Jan Bunker e Jill Jaxx (suedes)

## Un incidente con la moto
- Titolo originale: Richie Almost Dies
- Diretto da: Jerry Paris
- Scritto da: Marty Nadler

### Trama
Richie compra una motocicletta, nonostante il parere contrario dei suoi. Ma alla prima uscita, lui e Lori Beth hanno un brutto incidente stradale dove Richie rimane ferito gravemente.
- Altri interpreti: Al Molinaro (Alfred "Al" Delvecchio), Scott Baio (Chachi Arcola), Lynda Goodfriend (Lori Beth Allen), Robet Patten (dottore), Suzi Quatro (Leather Tuscadero)

## Ospedale per cani di lusso
- Titolo originale: Spunkless Spunky
- Diretto da: Jerry Paris
- Scritto da: James Ritz

### Trama
Spunky, il cane di Fonzie, è depresso. Tutti provano a tirarlo su, perfino la psicologa dei cani, la dottoressa Brothers, ma alla fine è la mancanza di una cagnetta.
- Altri interpreti: Al Molinaro (Alfred "Al" Delvecchio), Scott Baio (Chachi Arcola), Eileen Barnett (Eileen Wilson), Joyce Brothers (sé stessa), Rance Howard (Ben Wilson)

## Il giorno dei fidanzati
- Titolo originale: Be My Valentine
- Diretto da: Jerry Paris
- Scritto da: Fred Maio

### Trama
È il giorno di san Valentino. Come un musical, tutti hanno un partner con cui cantare una canzone.
- Altri interpreti: Al Molinaro (Alfred "Al" Delvecchio), Scott Baio (Chachi Arcola), Lynda Goodfriend (Lori Beth Allen), Christopher Knight (Binky Hodges), Lorrie Mahaffey (Jennifer Jerome), Sally Hightower (Melissa)
- Note: Alfred, che di solito si cimenta con l'ukulele senza riuscirci troppo bene, qui suona il pianoforte discretamente.

## Le leggi del gruppo
- Titolo originale: Our Gang
- Diretto da: Jerry Paris
- Scritto da: Brian Levant

### Trama
Chachi è entrato nella gang dei Lords e deve fare una rissa, Richie, Alfred e, poi, Fonzie non condividono la sua scelta. Allora Richie gli racconta come tre anni prima ha incontrato Fonzie che faceva parte dei Falcons e che non faceva altro che fare risse.
- Altri interpreti: Al Molinaro (Alfred "Al" Delvecchio), Scott Baio (Chachi Arcola), Derrel Maury (Monk), David Rini (Iggy)

## Fantascienza anche per Fonzie
- Titolo originale: My Favorite Orkan
- Diretto da: Jerry Paris
- Scritto da: Joe Glauberg

### Trama
Richie vede un UFO nel cielo (alla fine si scoprirà essere un pallone meteorologico) e, deriso da tutti, va a casa dove in assenza dei suoi riceve la visita di un alieno chiamato Mork che viene dal pianeta Ork. Mork dimostra la sua abilità e vuole portare via Richie che corre da Arnold's. Mork lo raggiunge e immobilizza tutti tranne Fonzie, col quale ingaggia uno strano duello: ora vuole portare via Fonzie, ma Richie si sveglia: era stato un sogno.
- Altri interpreti: Al Molinaro (Alfred "Al" Delvecchio), Scott Baio (Chachi Arcola), Robin Williams (Mork)
- Note: In questo episodio si registra l'esordio di Mork interpretato, come nella serie televisiva, da Robin Williams.

In Italia inizialmente si credeva a un crossover tra Happy Days e Mork & Mindy, perché i due telefilm sono arrivati quasi in contemporanea. In realtà Mork e Mindy è considerato uno spin-off di Happy Days perché l'idea dell'alieno Mork nasce proprio in questo episodio.

## Un tuffo nel passato
- Titolo originale: Fourth Anniversary Special
- Diretto da: Jerry Paris
- Scritto da: Bob Brunner e Samuro Mitsubi

### Trama
Lori Beth vuole fare una tesina di fine anno sulla famiglia borghese americana, quindi chiede consiglio a Marion e Howard, poi a Chachi, ad Alfred, a Joanie e infine a Richie che le parla delle sue ex. Il tutto rivivendo vecchie immagini.
- Altri interpreti: Al Molinaro (Alfred "Al" Delvecchio), Scott Baio (Chachi Arcola), Lynda Goodfriend (Lori Beth Allen)
- Note: Al contrario delle due stagioni precedenti, dove la puntata non è mai stata trasmessa e la si può trovare come puntata bonus nei DVD, quest'episodio è sempre andato in onda con gli altri.

## Chi viene a ballare
- Titolo originale: Do You Want to Dance?
- Diretto da: Jerry Paris
- Scritto da: Fred Fox, Jr.

### Trama
Fonzie sta con una ballerina che insegna in una scuola di danza che chiude perché non c'è nessuno che vuole imparare a ballare. Con l'aiuto di Fonzie gli aspiranti non mancano, ma il sogno di lei è di andare a ballare a New York.
- Altri interpreti: Al Molinaro (Alfred "Al" Delvecchio), Scott Baio (Chachi Arcola), Leslie Browne (Colleen), Lynda Goodfriend (Lori Beth Allen)

## Cena per due
- Titolo originale: Second Wind
- Diretto da: Jerry Paris
- Scritto da: Brian Levant

### Trama
Richie e Fonzie trovano ad Alfred una ragazza per l'appuntamento ai "Figli d'Italia", ma, causa un impegno improvviso, lei non verrà. Richie e Fonzie saputa la cosa cercano di consolare Alfred che invece ripiega con la vicina del piano di sopra a casa sua.
- Altri interpreti: Al Molinaro (Alfred "Al" Delvecchio), Scott Baio (Chachi Arcola)

## Lori...crocerossina sbagliata
- Titolo originale: Rules to Date By
- Diretto da: Jerry Paris
- Scritto da: Joe Glauberg

### Trama
Mentre Richie suona con la sua band, Lori Beth balla con chiunque e alla fine è stanca per ballare con lui. I due incominciano a discutere e finiscono per tenersi il muso, anche al concerto insieme con Leather and the Suedes al Blue Ox Inn, dove un grosso spaccalegna la importuna.
- Altri interpreti: Al Molinaro (Alfred "Al" Delvecchio), Scott Baio (Chachi Arcola), Suzi Quatro (Leather Tuscadero), Ben Davidson (grosso spaccalegna), Lynda Goodfriend (Lori Beth Allen), Shirley Kirkes (Blossom), Jan Bunker e Jill Jaxx (suedes)

## Fonzie detective
- Titolo originale: Fonzie for the Defense
- Diretto da: Jerry Paris
- Scritto da: Dave Ketchum e Tony Di Marco

### Trama
Fonzie e Howard vengono scelti per far parte a una giuria che deve giudicare Jason Davis, un motociclista di colore, reo di aver scippato una donna. Ma mentre tutti lo credono colpevole, Fonzie trova un particolare che lo scagionerà.
- Altri interpreti: Al Molinaro (Alfred "Al" Delvecchio), Scott Baio (Chachi Arcola), Barney Martin (G.W. Burch, giurato), Ralph Wilcox (Jason Davis)
- Note: Alfred dice di aver fatto parte della giuria nel 1939 e hanno condannato un uomo a 20 anni di prigione, preoccupato anche perché è già uscito: quindi siamo nel 1959 avanzato, se non nel 1960.